# Драстерія кавказька
Драстерія кавказька (Drasteria caucasica) — вид метеликів з родини еребід (Erebidae).

## Поширення
Вид поширений в Східній Європі та Азії. Трапляється в Румунії, північно-східній Болгарії, південній Молдові, на півдні України, у Росії, Казахстані, Туреччині, Вірменії, Іраку, Ірані, Туркменістані, Узбекистані, Таджикистані, Афганістані, Пакистані, Киргизстані, Китаї (Сіньцзян, Тибет) і Монголії.

## Опис
Розмах крил 29-32 мм.

## Спосіб життя
Дорослі особини розлітаються з травня по серпень. Личинки живляться видами Eleagnus, Hippophae (включаючи Hippophae rhamnoides) та Paliurus.